# Schefflera umbellata
Schefflera umbellata là một loài thực vật có hoa trong Họ Cuồng cuồng. Loài này được (N.E.Br.) R.Vig. miêu tả khoa học đầu tiên năm 1909.